# Claudia Peretti
Claudia Peretti (2 de febrero de 1998) es una deportista italiana que compite en ciclismo de montaña en la disciplina de campo a través. Ganó dos medallas de bronce en el Campeonato Europeo de Ciclismo de Montaña en Maratón, en los años 2022 y 2024.

## Medallero internacional
| Campeonato Europeo | Campeonato Europeo                      | Campeonato Europeo | Campeonato Europeo |
| Año                | Lugar                                   | Medalla            | Competición        |
| ------------------ | --------------------------------------- | ------------------ | ------------------ |
| 2022               | Jablonné v Podještědí (República Checa) | Medalla de bronce  | Campo a través     |
| 2024               | Viborg (Dinamarca)                      | Medalla de bronce  | Campo a través     |